# گردشگری در فرانسه

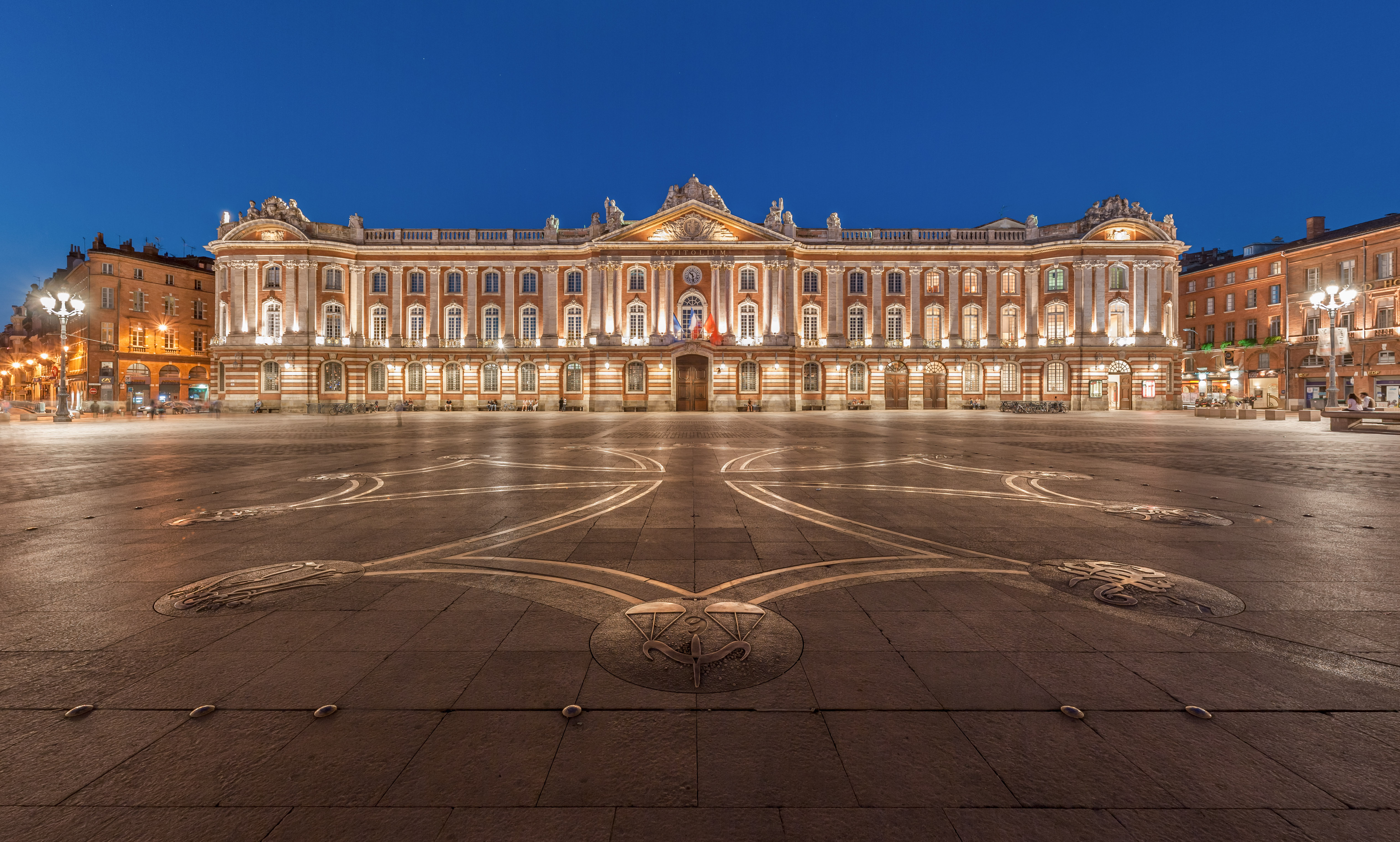
کپیتول-د-تولوز در شب

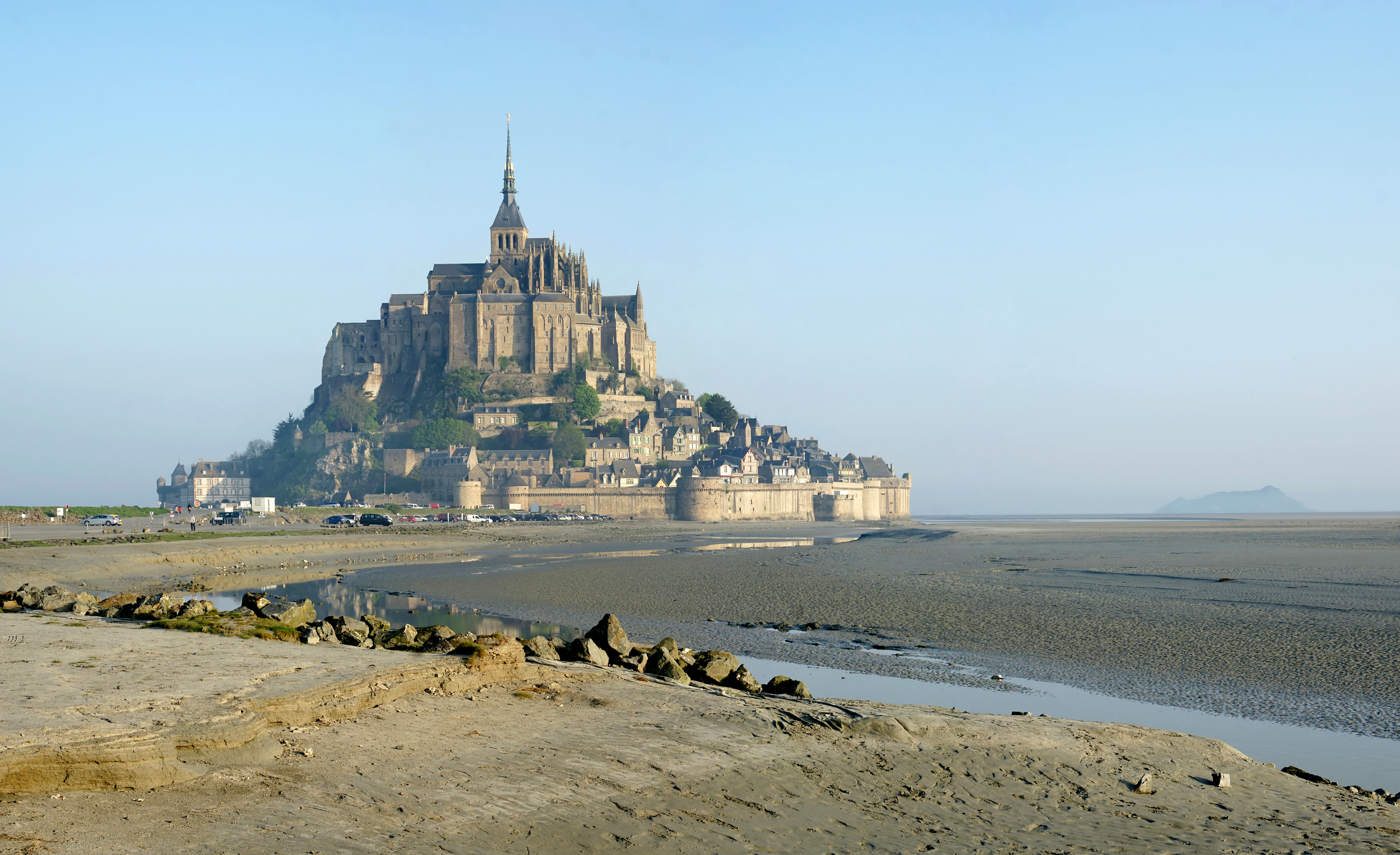
مون سن-میشل در نرماندی

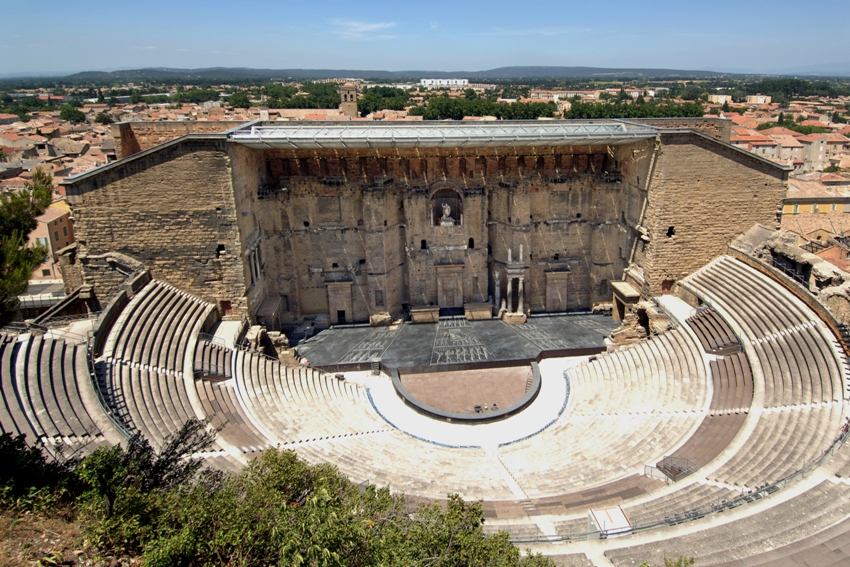
سالن تئاتر باستانی، اورانژ، ووکلوز

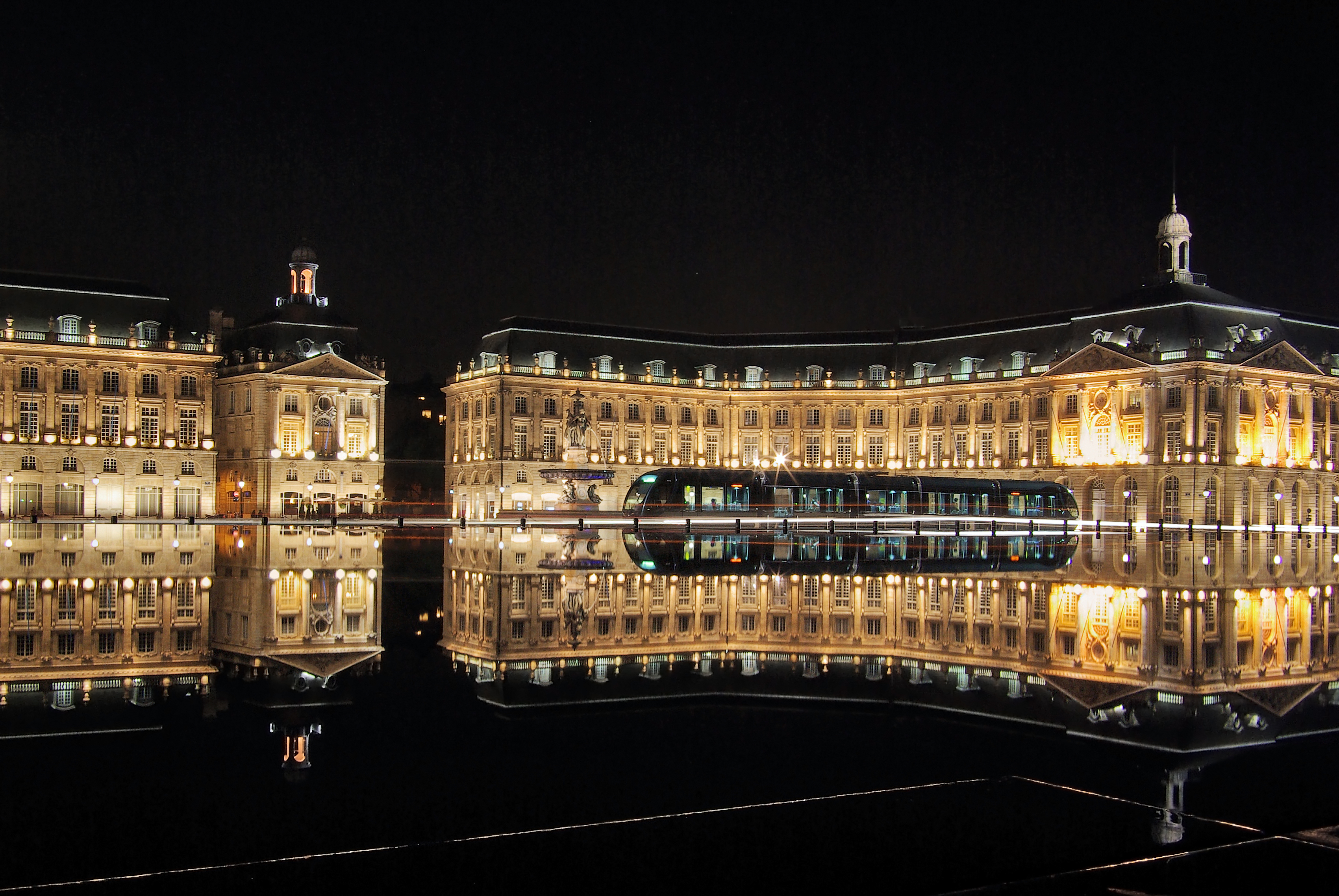
آب آینه در بوردو

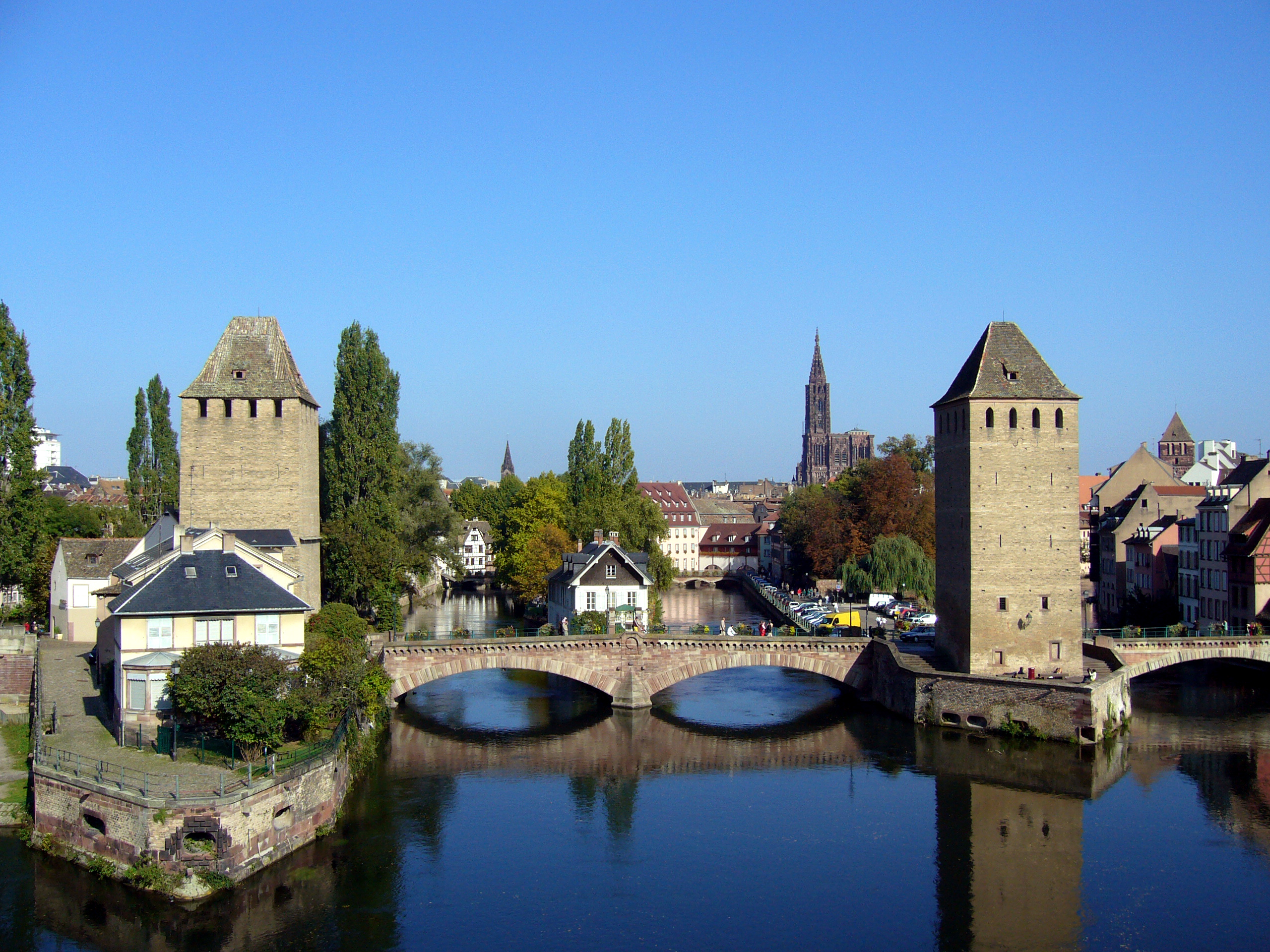
استراسبورگ

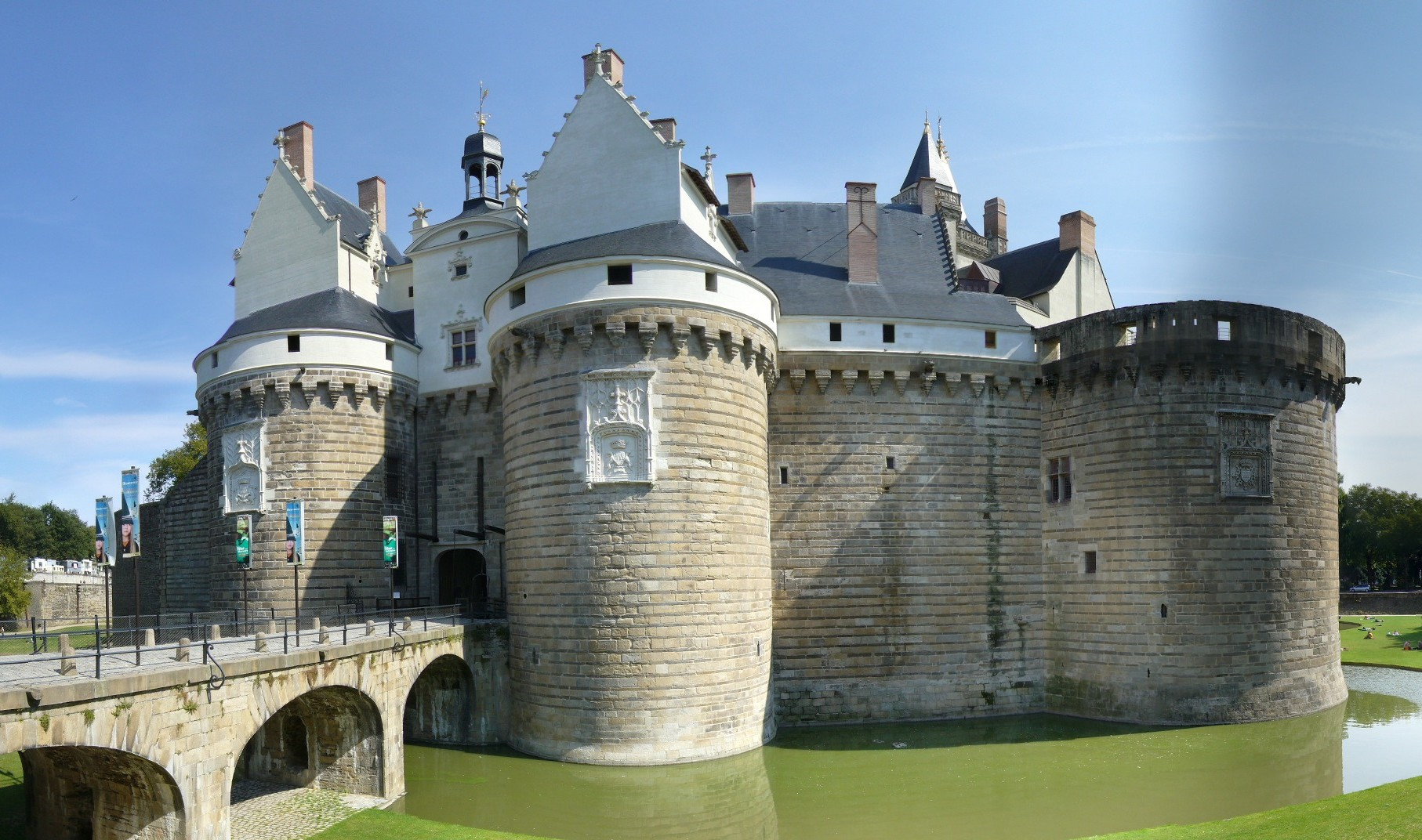
قلعه دوک بریتاگن در نانت

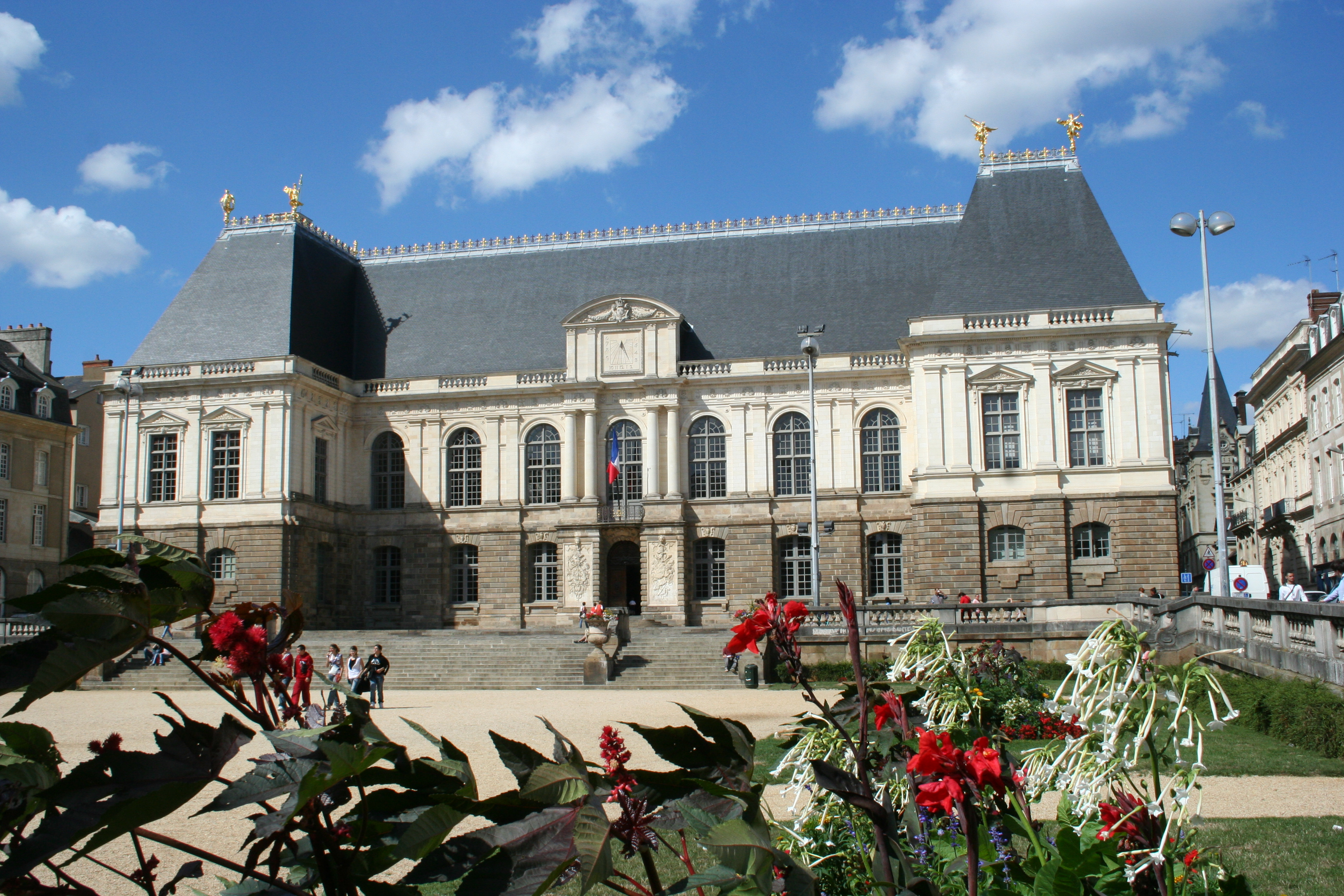
پارلمان بریتنی در رن

فرانسه در سال ۲۰۱۳ با ۸۴٫۷ میلیون گردشگر خارجی محبوب‌ترین مقصد گردشگری جهان و سومین کشور پر درآمد گردشگری لقب گرفت. هزینه‌هایی بیشتر گردشگران در فرانسه کمتر از نیمی از هزینه‌های آن‌ها در ایالات متحده می‌باشد.
فرانسه دارای ۳۷ جاذبه گردشگری ثبت شده در فهرست میراث جهانی یونسکو می‌باشد. امکانات بالای شهرهای فرهنگی (پاریس، تولوز، استراسبورگ، بوردو، لیون)، ساحل دریا، پیست اسکی و مناطق روستایی باعث جذب گردشگران شده و استفاده از زیبایی و آرامش طبیعت گردی در فرانسه را لذت بخش می‌کند. روستاهای کوچک و زیبا و روستاهای تاریخی که در طرح «زیباترین روستاهای فرانسه» هستند ونیز «باغهای سرشناس» که بیش از دویست عدد از این باغها توسط وزارت فرهنگ فرانسه طبقه‌بندی شده است.
در سال ۲۰۱۲، سفر و گردشگری به‌طور مستقیم توانست ۷۷٫۷ میلیارد یورو به تولید ناخالص داخلی فرانسه کمک کند، که ۳۰ درصد از آن مربوط به بازدید کنندگان بین‌المللی و ۷۰ درصد از گردشگری داخلی به دست آمده است. این مبلغ ۹٫۷ درصد از تولید ناخالص داخلی فرانسه را شامل می‌شود و باعث حمایت از ۲٫۹ میلیون شغل (۱۰٫۹ درصد از اشتغال) در فرانسه می‌شود. گردشگری به‌طور قابل توجهی به تراز پرداخت‌های فرانسه نیز کمک می‌کند.

## آمار
آمار ورود به کشور
بیشترین گردشگران ورودی به فرانسه در سال ۲۰۱۴ از کشورهای زیر بوده‌اند:
| رتبه | کشور                | تعداد گردشگر |
| ---- | ------------------- | ------------ |
| ۱    | آلمان               | ۱۲٬۸۰۰٬۰۰۰   |
| ۲    | بریتانیا            | ۱۱٬۸۰۰٬۰۰۰   |
| ۳    | بلژیک               | ۹٬۳۰۰٬۰۰۰    |
| ۴    | ایتالیا             | ۷٬۵۰۰٬۰۰۰    |
| ۵    | سوئیس               | ۶٬۲۰۰٬۰۰۰    |
| ۶    | اسپانیا             | ۶٬۱۰۰٬۰۰۰    |
| ۷    | هلند                | ۵٬۵۰۰٬۰۰۰    |
| ۸    | ایالات متحده آمریکا | ۳٬۲۰۰٬۰۰۰    |
| ۹    | چین                 | ۱٬۷۰۰٬۰۰۰    |
| ۱۰   | لوکزامبورگ          | ۱٬۴۰۰٬۰۰۰    |

آمار اقامت
بیشترین گردشگرانی که در سال ۲۰۱۴ شب را در فرانسه اقامت داشته‌اند از کشورهای زیر بوده‌اند:
| رتبه | کشور                | تعداد اقامت |
| ---- | ------------------- | ----------- |
| ۱    | آلمان               | ۸۶٬۴۰۰٬۰۰۰  |
| ۲    | بریتانیا            | ۷۹٬۷۰۰٬۰۰۰  |
| ۳    | بلژیک               | ۵۹٬۵۰۰٬۰۰۰  |
| ۴    | هلند                | ۴۳٬۶۰۰٬۰۰۰  |
| ۵    | ایتالیا             | ۴۲٬۷۰۰٬۰۰۰  |
| ۶    | اسپانیا             | ۳۴٬۷۰۰٬۰۰۰  |
| ۷    | سوئیس               | ۳۳٬۶۰۰٬۰۰۰  |
| ۸    | ایالات متحده آمریکا | ۲۷٬۶۰۰٬۰۰۰  |
| ۹    | پرتغال              | ۱۲٬۰۰۰٬۰۰۰  |
| ۱۰   | کانادا              | ۱۱٬۰۰۰٬۰۰۰  |

## پاریس

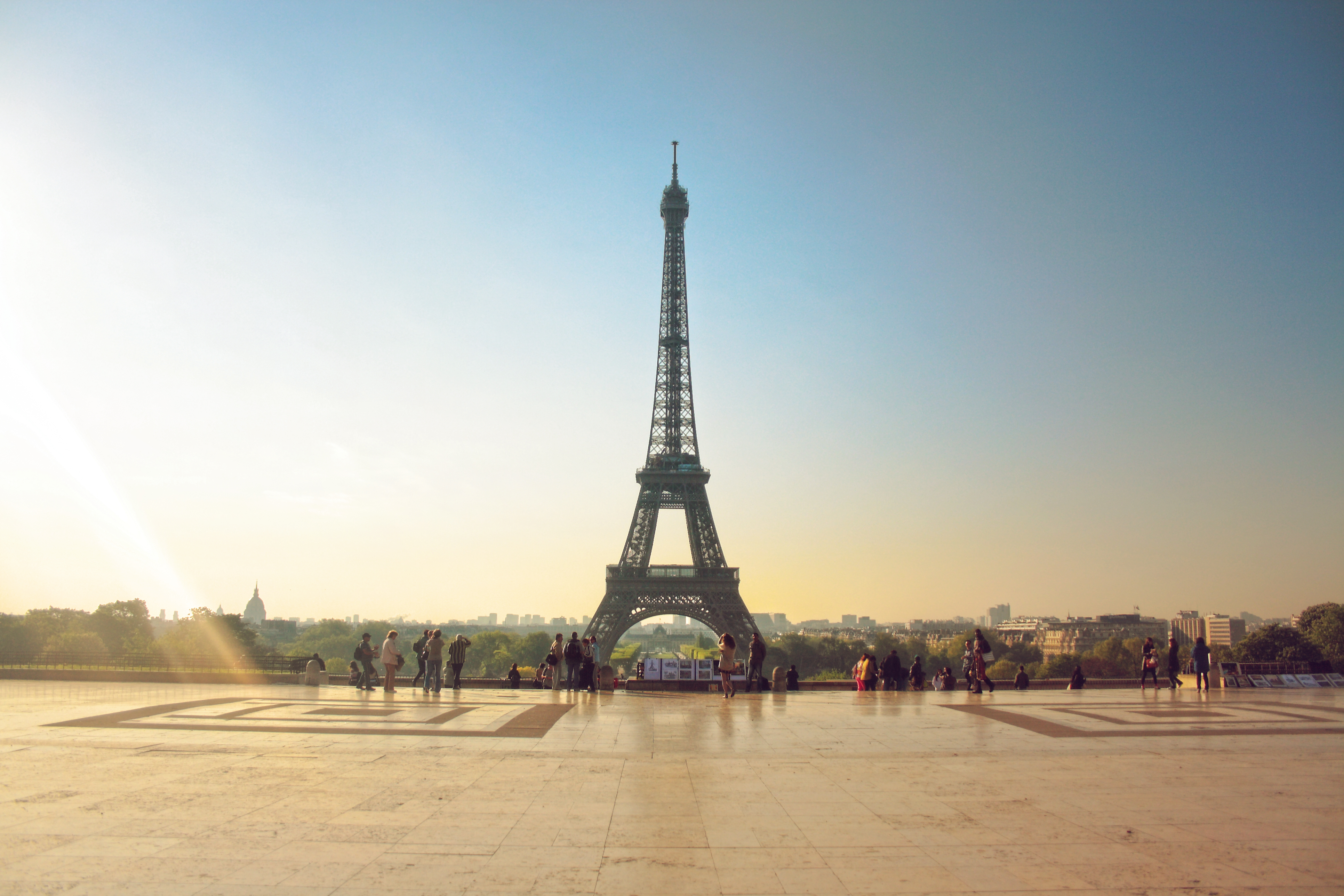
برج ایفل

پاریسبه عنوان پایتخت فرانسه از نظر بیشترین بازدیدکننده در جهان رتبه سوم را به خود اختصاص داده است. پاریس برخی از بزرگ‌ترین و مشهورترین موزه‌ها را در خود جای داده است که از جمله آن‌ها می‌توان به موزه لوورکه بیشترین بازدید موزه هنر در جهان را دارد و نیز موزه اورسی که بیشتر به امپرسیونیسمو هنر معاصر اختصاص داده شده است اشاره کرد. پاریس میزبان برخی از نمادهای جهانی می‌باشد مانند برج ایفلکه بیشترین درآمد از بازدیدکنندگان امکان تاریخی در جهان را به خود اختصاص داده است، طاق پیروزی، کلیسای جامع نوتردام و کلیسای سکره کر. شهر علم و فناوری بزرگ‌ترین موزه علوم در اروپا است که در پارک لاویلت در پاریس واقع شده و در قلب مرکز فرهنگی علم و فناوری و صنعت (CCSTI) واقع شده است. در نزدیکی پاریس کاخ ورسایکه کاخ پادشاهان سابق فرانسه بوده است اکنون به یک موزه تبدیل شده است.

## فرنچ ریوبرا

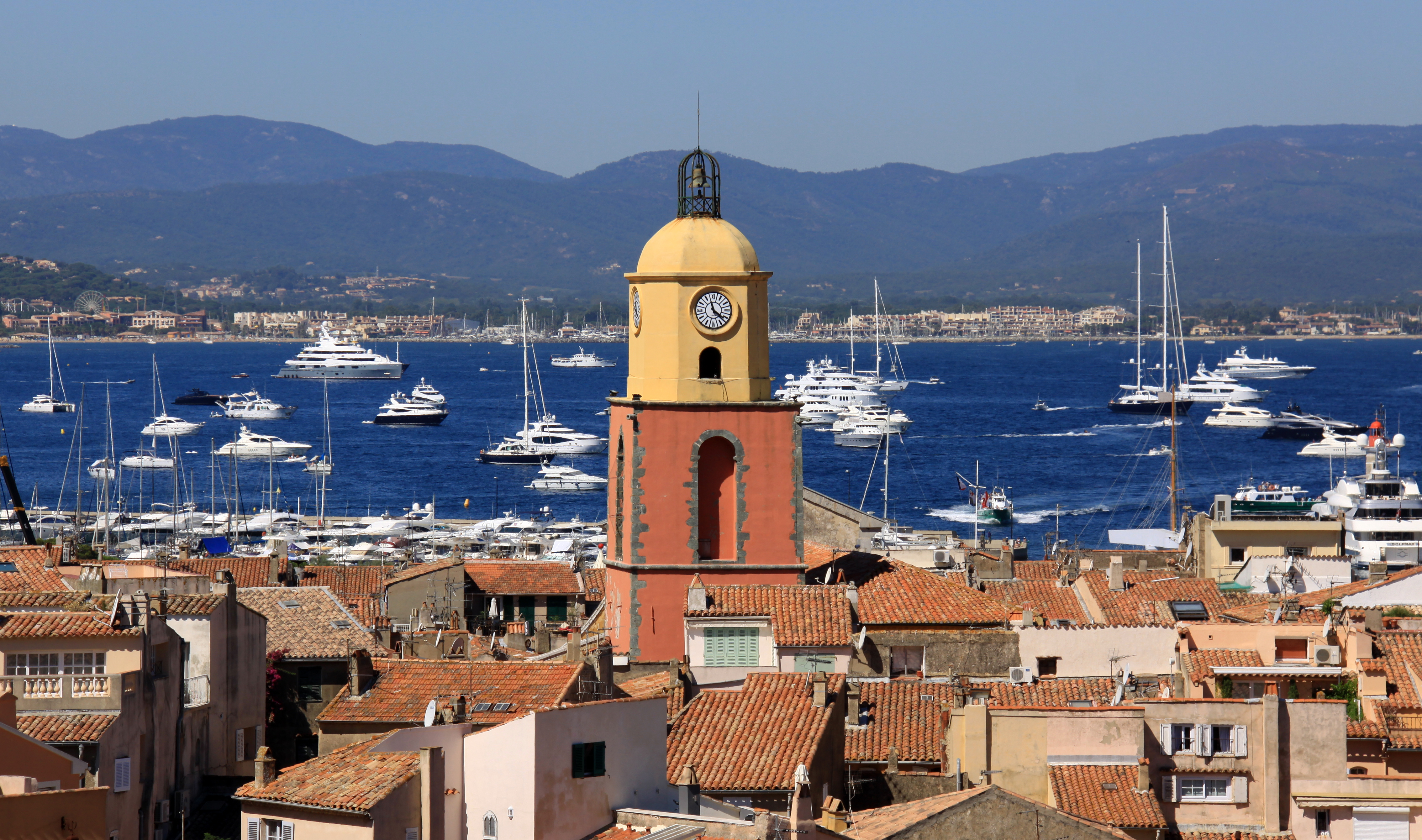
سن-تروپه در ساحل کوت دازور

فرنچ ریویرا (یا کوت دازور) در جنوب شرقی فرانسه با بیش از ۱۰ میلیون گردشگر در سال دومین مقصد توریستی فرانسه پس از منطقه پاریس است. با توجه به آمار آژانس توسعه اقتصادی کوت دازور، این آژانس از ۳۰۰ روز آفتابی در سال، ۱۱۵ کیلومتر خط ساحلی، ۱۸ زمین گلف، ۱۴ پیست اسکی و ۳۰۰۰ رستوران این منطقه درآمد کسب می‌کند. هر ساله کوت دازور میزبان ۵۰ درصد از مسافران کشتی سوپریاچ است و ۹۰ درصد از مسافران سوپریاچ حداقل یک بار در طول زندگی خود از منطقه ساحلی بازدید کرده‌اند.

## پروانس
بخش بزرگی از پروانس به عنوان پایتخت فرهنگی اروپا در سال ۲۰۱۳ طراحی شده است. جاذبه‌های طبیعی متعدد و مشهور را می‌توان در این منطقه پیدا کرد مانند جرج دوردون، پارک منطقه‌ای طبیعی کامارگو، پارک ملی کالانکوز و چشم‌انداز لوبرون. پروانس میزبان جاذبه‌های مشهور تاریخی مانند پون دو گار، بناهایی تاریخی ارل روم و کاخ‌های پاپ در آوینیون نیز می‌باشد. چندین شهر در منطقه نیز باعث جذب بسیاری از گردشگران می‌شود مانند اکس-آن-پروانس، مارسی، کاسیس و خط ساحلی دریای مدیترانه.

## دره لویر

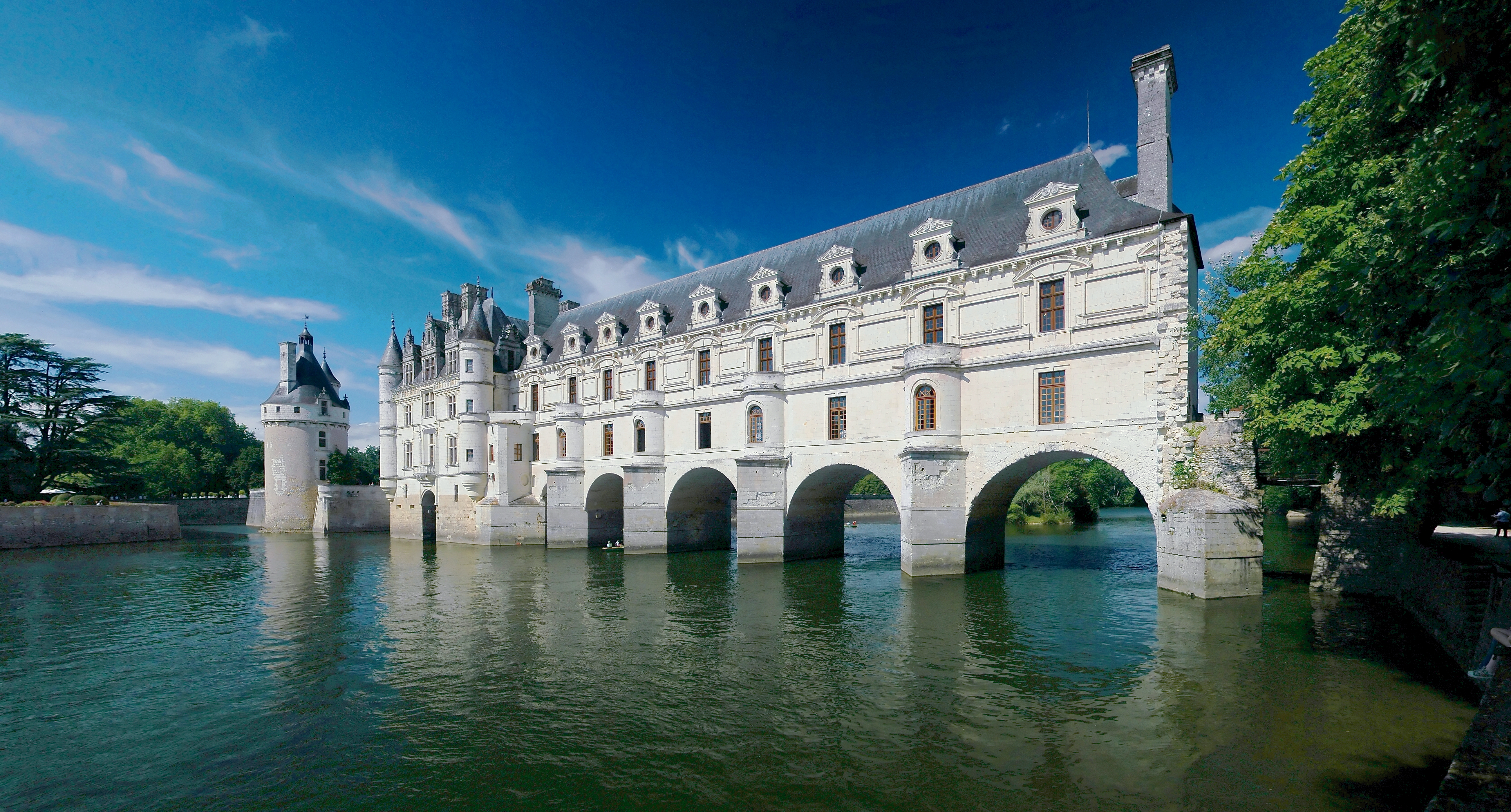
قلعه چنونسو

از دیگر جاذبه‌های مهم گردشگری فرانسه می‌توان به کاخها و قلعه‌ها در دره لویر اشاره کرد. این میراث جهانی یونسکو به دلیل کیفیت آثار معماری آن زبان زد است و آثار تاریخی آن را می‌توان در شهرهای تاریخی مانند امبیس، آنژو، بلوآ، شینون، نانت، اورلئان، سومورو تور مشاهده کرد اما به‌طور خاص می‌توان از قلعه (شاتو)هایی مانند قلعه امبیس، قلعه چمبورد، دوزی، ویلاندری و قلعه چنونسو نام برد که نشان دهنده درجه استثنایی آرمان‌گرایی در عصر رنسانس فرانسه می‌باشد.

## زیباترین روستاهای فرانسه

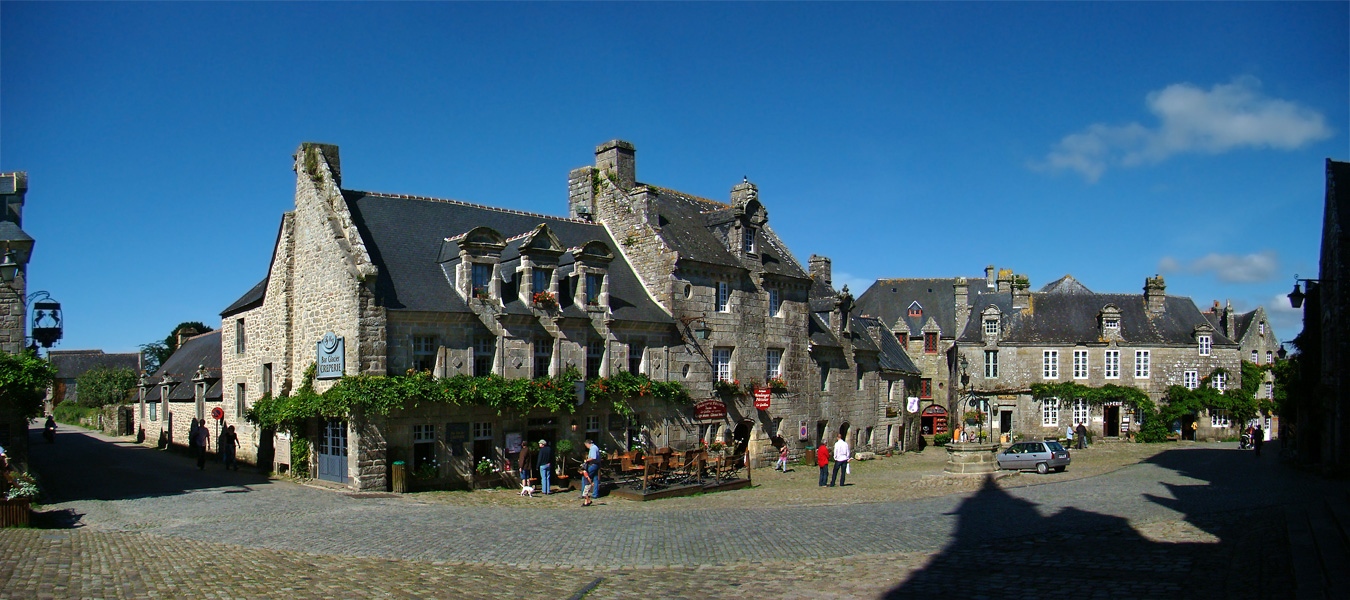
فینیستردر لوکرونان، یکی از "زیباترین روستاهای فرانسه".

Les Plus Beaux Villages de France ("زیباترین روستاهای فرانسه") یک انجمن مستقل ایجاد شده در سال ۱۹۸۲ است که با هدف ترویج روستاهای کوچک و زیبا برای افزایش کیفیت آثار گردشگری تأسیس شده است. در سال ۲۰۰۸، ۱۵۲ روستا در فرانسه جز "زیباترین روستاهای فرانسه" قرار گرفته‌اند.
برای ورود به این انجمن چند معیار وجود دارد: جمعیت روستا نباید بیش از ۲۰۰۰ نفر باشد. باید حداقل ۲ منطقه حفاظت شده (جاذبه طبیعی، افسانه‌ای، علمی، هنری یا تاریخی) وجود داشته باشد و تصمیم به ورود به انجمن باید توسط شورای شهر گرفته شود.

## دیگر ظرفیتهای گردشگری فرانسه

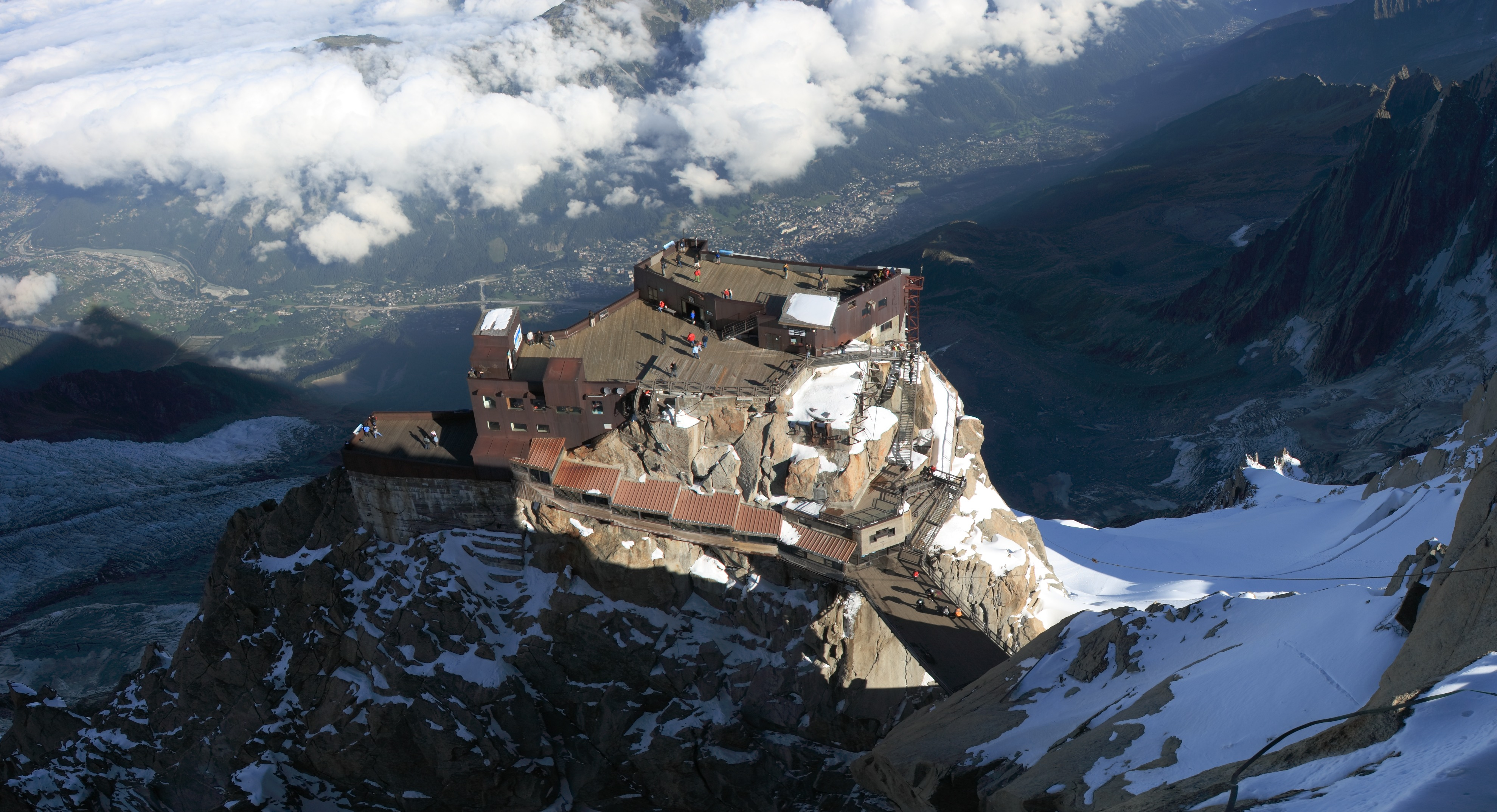
آکولی-د-میدی در کوه‌های آلپ فرانسه.

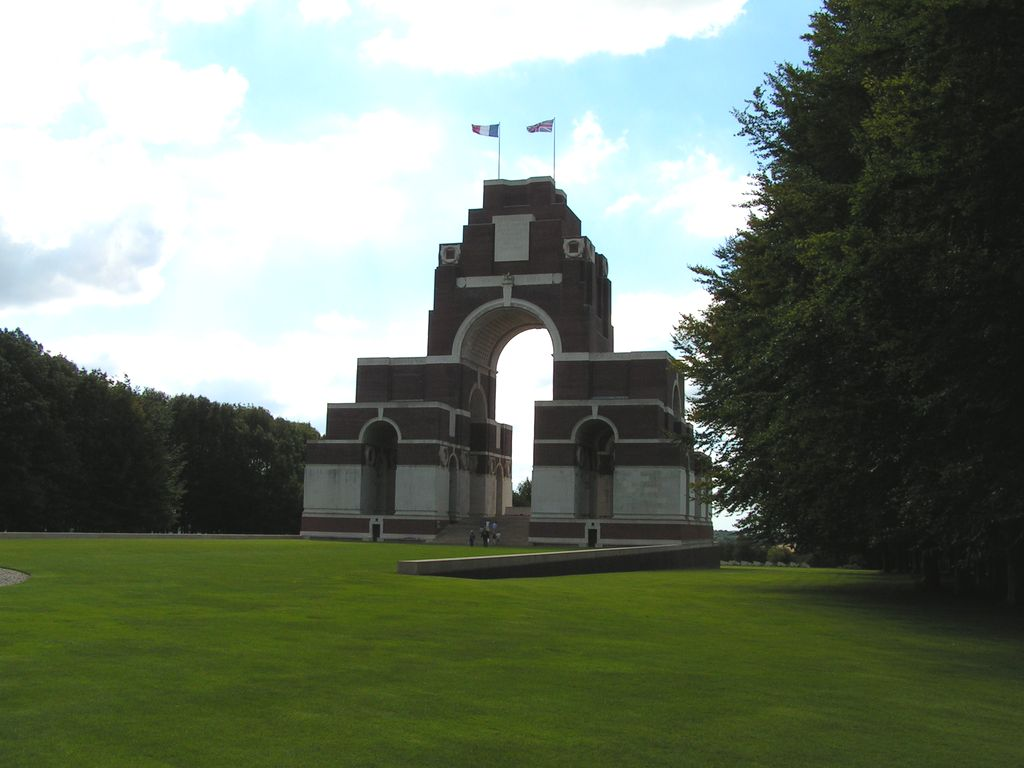
یادبود جانباختگان سومی

در قسمت شرقی فرانسه پیست‌های اسکی در کوه‌های آلپ وجود دارد.
تماشای مسابقه دوچرخه سواری سالانه تور دو فرانس یکی دیگر از جاذبه‌های گردشگری فرانسه است.
سواحل مدیترانه‌ای فرانسه در فرنچ ریویرا، لانگداک روسیون و کرسیکا و همچنین جزایر کارائیب مارتینیک، جزیره گوادلوپ، سنت مارتین و هور از دیگر جاذبه‌های گردشگری است.
مسیر ناپلئون یکی دیگر از این جاذبه‌ها است. این مسیر توسط ناپلئون در سال ۱۸۱۵ پس از بازگشت از تبعید ساخته شده است و گلف-ژوئن را به گرنوبل در جنوب شرقی فرانسه وصل می‌کند. این مسیر به دلیل مناظر خوب آن یک مقصد محبوب گردشگری است.
همچنین تعداد بسیار زیادی از جاذبه‌های طبیعی گردشگری در فرانسه وجود دارد. برای مثال می‌توان باغ فدرال پازانین را نام برد که یکی از غنی‌ترین مجموعه جنگل‌های فرانسه به حساب می‌آید و نیز پارکهای منطقه‌ای طبیعی که در همه مناطق فرانسه پراکنده شده‌اند.

## مذهبی و زیارتی
فرانسه بسیاری از زائران مذهبی در مسیر سنت جیمز یا لوردسرا به خود جذب می‌کند. یک شهر در اوت-پیرنه وجود دارد که هر ساله میزبان میلیونها بازدیدکننده می‌باشد. همچنین باید از جامعه تایز نام برد که به یکی از مهم‌ترین جاذبه‌های زیارتی مسیحی تبدیل شده است. بیش از ۱۰۰٫۰۰۰ نفر از افراد جوان از سراسر جهان هر سال برای نماز، مطالعه کتاب مقدس و اجتماع کاری در این مکان جمع می‌شوند.

## پارک

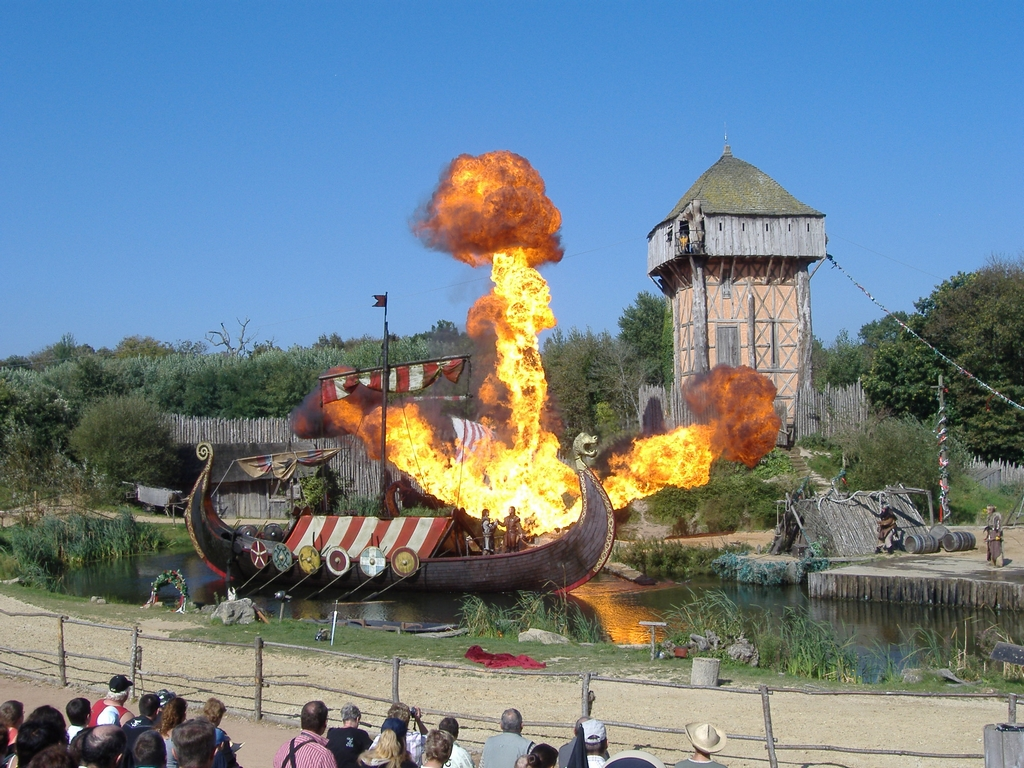
پارک پو-د-فو.

دیزنی لند پاریس محبوب‌ترین پارک اروپا است که در سال ۲۰۹۹ توانست ۱۵٬۴۰۵٬۰۰۰ بازدید کنندگان را جذب کند. پارک تاریخی پو-د-فو در وانده، دومین پارک پر بازدید فرانسه می‌باشد. از دیگر پارکهایی محبوب می‌توان به فوتوروسکوپ پواتیه و پارس آستریکس اشاره کرد.

## فهرست محبوب‌ترین جاذبه‌های گردشگری فرانسه

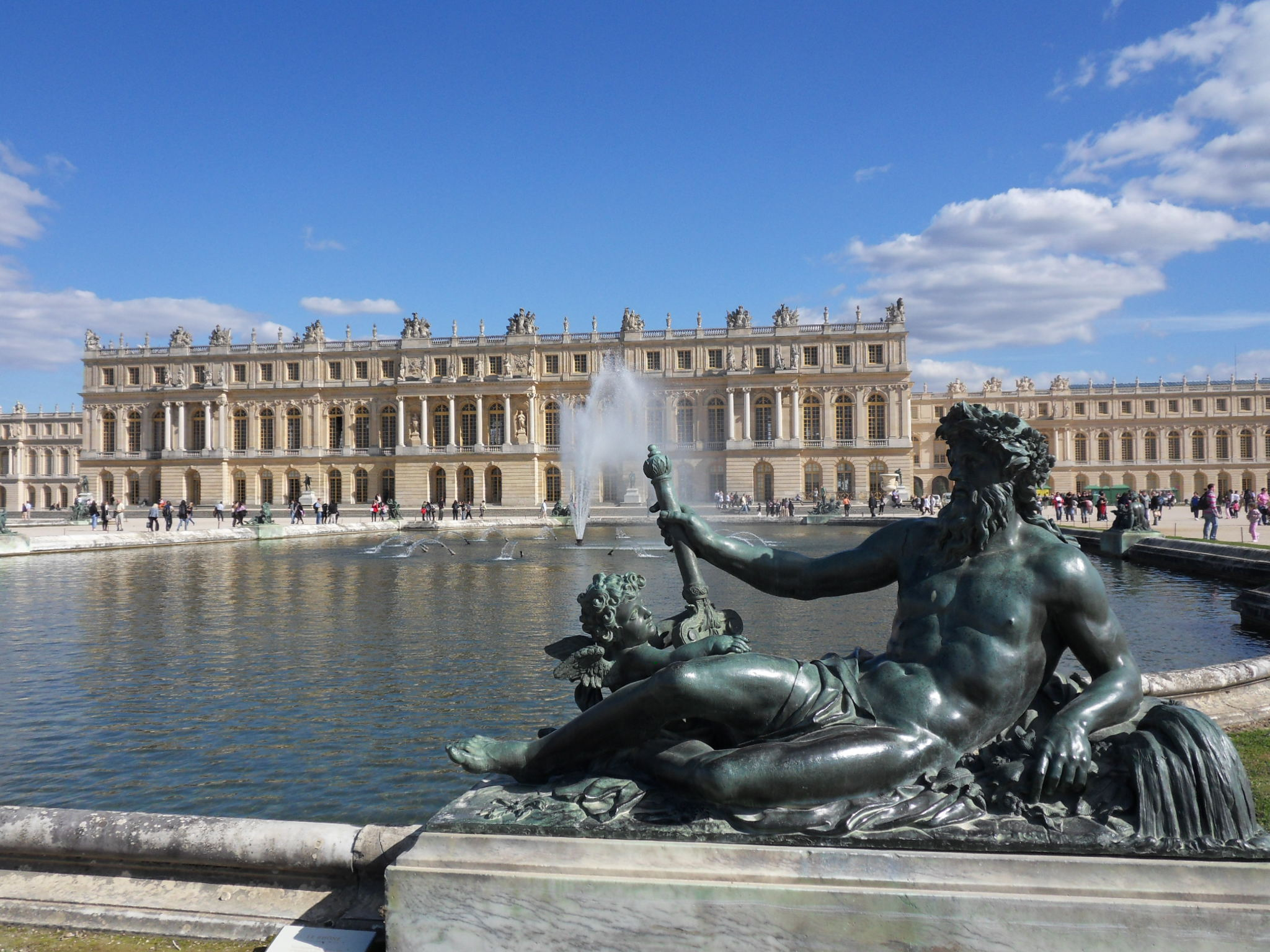
کاخ ورسای و باغ آن سومین مقصد محبوب گردشگری در فرانسه

محبوب‌ترین مکان‌های گردشگری (تعداد بازدید کنندگان در سال):
- موزه لوور (۸٫۵ میلیون)
- برج ایفل (۶٫۲ میلیون)
- کاخ ورسای (۶ میلیون)
- مرکز پمپیدو (۳٫۶ میلیون)
- موزه اورسی (۲٫۹ میلیون)
- موزه کوآب بارنلی(۱٫۳ میلیون)
- طاق پیروزی(۱٫۲ میلیون)
- مون-سن-میشل (۱ میلیون)
- زندان نوتردام، مارسی (800,000)[۱۷]
- قلعه چمبورد (۷۱۱٬۰۰۰)
- سن-شپل (۶۸۳٬۰۰۰)
- کلیسای جامع متز (652,000)[۱۸]
- باستیل (گرونوبل) (۶۰۰ ۰۰۰)
- مرکز پمپیدو-متز (550,000)[۱۸]
- قلعه اون کونیگزبورگ (۵۴۹٬۰۰۰)
- پوی دو دم (۵۰۰٬۰۰۰)
- موزه پیکاسو (۴۴۱٬۰۰۰)
- کارکاسون (۳۶۲٬۰۰۰)

## نگارخانه
- کلیسای استراسبورگ
- باغ فرانسوی در قلعه ویلاندری
- سقفهای رنگارنگ در بون
- مرکز پومپیدو-متز
- صخره‌های سنگ آهک در اترتا، نورماندی
- The پون دو گار، یک نماد روم
- پارک ملی مرکانتور
- پیست اسکی در مگوو
- بورا بورا درپلی‌نزی فرانسه
- وردون گورج مسیر معروف مسابقات کایاک
- تفریح در هاسگور
- شراب فرانسوی